# Mario Camorani
Mario Camorani (Massa Lombarda, 15 settembre 1912 – Imola, 8 luglio 1996) è stato un compositore di scacchi italiano.
Compose circa 500 tra problemi e studi, prevalentemente problemi diretti in due, tre, e più mosse e aiutomatti. Ottenne un centinaio di premi e distinzioni, tra cui otto primi premi.
Arbitro Internazionale della FIDE per la composizione dal 1985.
Collaborò a diverse riviste. Diresse per sette anni (dal 1949 al 1956) la sezione problemi e studi de «La Scacchiera». Dal 1939 al 1940 ha redatto la rubrica scacchistica del quotidiano «Il Resto del Carlino». Ha diretto per molti anni la sezione problemistica della rivista «Scacco!». Contribuì articoli teorici ad altre riviste, tra cui «L'Italia Scacchistica»
Al di fuori degli scacchi, svolse l'attività di tappezziere.